# هتل ترانسیلوانیا ۲
هتل ترانسیلوانیا ۲ (به انگلیسی: Hotel Transylvania 2) یک فیلم پویانمایی رایانه‌ای در سبک کمدی فانتزی به شیوه سه‌بعدی است که توسط سونی پیکچرز انیمیشن تهیه شده و کلمبیا پیکچرز توزیع‌کننده آن است. فیلم به نویسندگی رابرت اسمیگل و کارگردان، گندی تارتاکوفسکی است که در کارنامه او جک سامورایی، آزمایشگاه دکستر و تایتان هم دیده می‌شود. این فیلم دنباله هتل ترانسیلوانیا در سال ۲۰۱۲ و هتل ترانسیلوانیا ۳ در سال ۲۰۱۸ است.
صداپیشگان، آدام سندلر، اندی سمبرگ، سلنا گومز، کوین جیمز، فرن درشر، جان لوویتز، استیو بوشمی، مالی شنون، مل بروکس، کیگان-مایکل کی و دیوید اسپید هستند. این فیلم در ۲۵ سپتامبر سال ۲۰۱۵، توسط کلمبیا پیکچرز منتشر شده‌است. دنباله ی این فیلم در تابستان ۲۰۱٨ پخش شد.

## داستان
در قسمت دوم این انیمیشن میویس (سلنا گومز) با جاناتان (اندی سمبرگ) ازدواج کرده و صاحب پسری نیمه انسان نیمه خون‌آشام می‌شوند به نام دنیس. دراکولا(آدام سندلر) که نگران است دنیس یک خون آشام نشود به جانی دستور می‌دهد که به همراه میویس به زادگاه خودش سانتا کروز کالیفرنیا  سفر کند تا او بتواند دنیس را آموزش دهد تا به یک خون آشام شود. بنابراین میویس به همراه همسرش (جانی) به خانهٔ مادر و پدر جانی سفر می‌کنند و دنیس را پیش دراکولا می‌گذارند.
دراکولا از این فرصت استفاده می‌کند و سعی می‌کند تا دنیس را بدون آنکه دخترش (میویس) بفهمد خون آشام درون دنیس را نمایان کند تا او خون آشام شود اما میویس از قضیه مطلع می‌شود و تصمیم می‌گیرد به هتل بازگردد آن ها به رومانی (کشوری که هتل ترانسیلوانیا قرار دارد) بازمیگردد و تصمیم می‌گیرند تا به کالیفرنیا برای همیشه مهاجرت کنند اما پیش از رفتن جشن تولد هفت سالگی دنیس را در هتل ترانسیلوانیا برگزار می‌کنند و ولاد (مل بروکس) پدر کنت دراکولا (پدر میویس) را دعوت می‌کنند.
دراکولا که از مواجههٔ پدرش با انسان‌ها ترس و وحشت دارد سعی می‌کند تا هویت جاناتان و خانواده اش را پنهان کند ولی هویت خانوادهٔ جاناتان لو می‌رود و درگیری شدیدی بین خانواده و ولاد (پدر دراکولا) به وجود می آید . دنیس که از این مشاجره خسته شده‌است به همراه دوستش که دختر گرگینه به نام وینی است به جنگل فرار می‌کند اما بلا (راب ریگل) خدمتکار ولاد (پدر دراکولا) که یک خفاش خون آشام است نمی‌تواند حضور انسان‌ها را تحمل کند بنابراین به آن دو حمله می‌کند و وینی را گروگان میگیرد. بخاطر این اتفاق دنیس ناراحت و ترسیده میشود و به خاطر اینکه وینی را نجات دهد نیمه خون آشام پنهان خود را نمایان میکند. طرفداران این مجموعه میگویند ما در قسمت های آینده شاهد ازدواج وینی و دنیس هستیم.

## صداپیشگان
- آدام سندلر در نقش کنت دراکولا
- اندی سمبرگ در نقش جاناتان لوگهارن
- مل بروکس در نقش ولاد
- سلنا گومز در نقش میویس
- آشر بلینکف در نقش دنیس لوگهارن
- کوین جیمز در نقش فرانکشتاین
- دیوید اسپید در نقش گریفین مرد نامرئی
- استیو بوشمی در نقش وین، گرگینه
- کیگان-مایکل کی در نقش موری، مومیایی
- مالی شنون در نقش واندا همسر وین، گرگینه
- فرن درشر در نقش یونیس، همسر فرانکشتاین
- نیک آفرمن در نقش نیک لوگهارن، پدر جاناتان
- مگان مولالی در نقش لیندا لوگهارن، مادر جاناتان
- راب ریگل در نقش بلا، خدمتکار ولاد

## صداپیشگان موسسه سورن
- فرهاد اتقیایی در نقش کنت دراکولا (لولوخان)
- عرفان هنربخش در نقش جاناتان و مومیایی
- ولی الله نوری در نقش ولاد (لولوبزرگ)
- ساناز غلامی در نقش میویس
- آرزو آفری در نقش دنیس
- ناصر محمدی در نقش فرانکنشتاین
- بهزاد الماسی در نقش گریفین (ناپیداخان)
- آریو فلاح در نقش وین (آقا گرگه)
- راضیه فهیمی در نقش واندا (خانم گرگه)
- مینا مومنی در نقش یونیس (فرانک‌اشتاین)
- محمدرضا صولتی در نقش بلا